# Dürrwangen
Dürrwangen è un comune tedesco di 2 626 abitanti, situato nel land della Baviera.